# 台東劇團
台東劇團是一個總部設在臺灣臺東的一個表演團體，成立於1986年；原名「台東公教劇團」（因成立初期成員大多為教師），經數次改組後於1993年更名為「台東劇團」。

## 外部連結
- 台東劇團官方網站 （页面存档备份，存于）